# Bryant Boogert
Bryant Boogert (Hoogblokland, 30 december 2004) is een Nederlands langebaanschaatser. Bij de Nederlandse kampioenschappen Junioren afstanden in januari 2024 veroverde hij de gouden medaille op de 1000 meter en de zilveren medaille op de 500 meter.

## Persoonlijke records
| Afstand    | Tijd    | Datum            | Baan       |
| ---------- | ------- | ---------------- | ---------- |
| 500 meter  | 35,68   | 24 februari 2024 | Heerenveen |
| 1000 meter | 1.10,77 | 24 februari 2024 | Heerenveen |
| 1500 meter | 1.51,40 | 14 januari 2024  | Heerenveen |
| 3000 meter | 4:08,54 | 21 februari 2021 | Heerenveen |
| 5000 meter | 7:53,08 | 10 maart 2022    | Breda      |

## Resultaten
| Jaar | NK Sprint                | NK Sprint Junioren | NK afstanden Junioren        |
| ---- | ------------------------ | ------------------ | ---------------------------- |
| 2023 |                          | · (, , 8e, 6e)     | 13e 500m 12e 1000m 30e 1500m |
| 2024 | 19e (19e, 16e, 20e, 18e) |                    | 500m · 1000m · 8e 1500m      |

(#, #, #, #) = afstandspositie op sprinttoernooi (500m, 1000m, 500m, 1000m).
(laatst bijgewerkt: 25 februari 2024)